# Supercoppa di Malta 2023
La Supercoppa di Malta 2023 (denominata BOV Super Cup per ragioni di sponsorizzazione) è stata la 37ª edizione della Supercoppa maltese.
La partita ha avuto luogo al National Stadium di Ta' Qali, fra Ħamrun Spartans, vincitore del campionato, e Birkirkara, vincitore della coppa nazionale.
Il trofeo è stato conquistato dagli Ħamrun Spartans, che si sono imposti per 4-0 conquistando il titolo per la sesta volta nella loro storia.

## Tabellino
| Ta' Qali 8 dicembre 2023, ore 14:00 CET                           | Ħamrun Spartans | 4 – 0 referto | Birkirkara | National Stadium |
| \| \| \| \| \| Jonny 12’, 31’, 62’ Ederson 90’ \| Marcatori \| \| |                 |               |            |                  |
|                                                                   |                 |               |            |                  |
| Jonny 12’, 31’, 62’ Ederson 90’                                   | Marcatori       |               |            |                  |